# Гейер, Густав (1844)
Густав Адольф Гейер (пол. Gustaw Adolf Geyer; 1844 ― 13 ноября 1893, Лодзь) ― польский промышленник, сын Людвика Гейера. Совладелец компании отца. С 1886 года, после преобразования предприятия в акционерное общество, его первый президент.

## Биография
В юные годы проходил стажировку в английском банке Fred Huth and Co. После смерти отца в 1869 году Густав принял на себя управление делами его компанию и вёл их вместе с Бернардом Гинсбергем вплоть до 1878 года, когда она была преобразована в чисто семейное предприятие. Тогда же у Густава и его братьев Ричардом и Эмиля возник конфликт, который отчасти спровоцировала неприятная финансовая ситуация в компании. Братья также завидовали ему, поскольку он унаследовал от отца более высокое положение в их деле. Вопросы собственности были улажены только после учреждения в 1886 году Акционерного общества Хлопковый завод Людовика Гейера. В 1888 году Густав Гейер основал фабрику по шитью кружев и штор, оснащённую по последнему слову современной ему техники. Изначально работала на площади Реймонта, а затем переместилась в здание на улице Петрковской, 278.
Густав Гейер был членом совета Торгового банка в Лодзи, а в 1886 году также вошёл в состав учредителей Общественного комитета по строительству водопроводов и канализаций Лодзи. На его средства также поддерживалась бригада пожарных.
Несмотря на то, что ему удалось вывести семейную компанию из финансового кризиса, стресс, связанный с осуществляемой им коммерческой деятельностью, а также семейные проблемы, крайне негативной отразились на здоровье Густава. Он часто ездил на лечение в разные курортные города, в том числе во Фридрихрода. После пребывания в Бад-Наухайм его схватил инсульт, после которого он уже не вернулся к нормальному состоянию. Вернулся в Лодзь, где и умер 13 ноября 1894 года от сердечного приступа.

### Дом Акционерного общества «Хлопковый завод Людовика Гейера»
Здание предприятия Людвика Гейера по адресу ул. Петрковская 74 (в настоящее время штаб-квартира Лодзинского отделения Коммерческого банка, Bank Handlowy) было построено в конце 80-х годов XIX века. Проектировал его архитектор Хилари Маевский, как и здания в Аркаде Майера. Дворец был построен в стиле необарокко с богатым орнаментом. Средства на постройку выделили Ричард и Густав Гейеры, приобретя участок земли у Людовика Мейера за 32 тысячи рублей. Позже это здание стало собственностью Акционерного общества «Хлопковый завод Людовика Гейера».

## Личная жизнь
Свою будущую жену, Елену Вейль, он встретил во время свадьбы брата Ричарда и Ольги Вейль в 1871 года. Тогда младшая сестра Ольги Weil не произвела на Густава большого впечатления. Несмотря на это, сама Елена начала часто посещать чету Гейеров в их имении в Модльней, надеясь, что встретит там Густава. Перелом в их отношениях наступил только в 1873 году, во время крестин первого ребенка Ольги и Ричарда, когда Густав и Елена сидели рядом за столом. Через некоторое время они оба получили приглашение на бал, организованный Карла Шлоссером в Озоркув, на котором Густав начал явно проявлять свой интерес к Елене. Ему было приятно прислуживать за столом, а также танцевать только с ней. Пара стала чаще видеться, хотя часто в сопровождении членов своей семьи. В том же году молодой фабрикант приехал без предупреждения в гости в Модльней, пригласил Елену на прогулку и попросил её руки. Через три месяца состоялась их свадьба, которая прошла в церкви в Хуце Бардзыньскей. Молодую пару после церемонии бракосочетания родители Елены приветствовали в родовом имении в Гаювце, согласно польской традиции, хлебом и солью.
Вместе в браке у них родилось девять детей: Мария, София, Стефания, Елена, Ванды, Янины, Эмилии, Густава Вильгельма, Роберта. Дочери Стефания и Елена умерли в младенчестве. В случае Стефании подозревали, что она была отравлена акушеркой, но доказательств не нашли. Но самым большим потрясением для четы Гейеров была смерть пятилетней дочери Софии в 1882 году, которая погибла в результате несчастного случая, упав с повозки прямо под колеса транспортного средства.